# Gruenspan
Gruenspan (znany też jako Grünspan) – dyskoteka, klub muzyczny znajdujący się w Hamburgu w Niemczech. Został utworzony w 1968 jako klub muzyczny i centrum wydarzeń kulturalnych, na terenie dawnego kina mieszczącego się przy Große Freiheit, obok ulicy Reeperbahn w dzielnicy czerwonych latarni St. Pauli. Miejsce to, stało się popularne za sprawą koncertów wykonawców wywodzących się z nurtu rocka progresywnego.
Klub umiejscowiony jest na rogu ulicy. Liczy 800 miejsc. Charakterystyczną cechą obiektu, są zdobiące malowidła znajdujące się na ścianach, wykonane przez artystów Dieter Glasmacher and Werner Nöfer. Budynek został otwarty ponownie w 1995 po gruntownym remoncie.
Na przestrzeni lat, w obiekcie swoje koncerty dawali między innymi: Green Day, Monster Magnet, Muse, Linkin Park, Mudvayne, Pet Shop Boys, Disturbed, Billy Talent, Opeth, Stereophonics, My Chemical Romance, Bullet for My Valentine, INXS, Eagles of Death Metal, As I Lay Dying, Atreyu, Staind, All That Remains, Soulfly, Alice in Chains, Shinedown, Mastodon, Lamb of God, Stone Sour, Daughtry, Fear Factory, Mr. Big, Ed Sheeran, Black Stone Cherry, Mark Lanegan, Paradise Lost, Mark Tremonti, Behemoth, Seether, Halestorm.